# Alexander Kuntze

Alexander Kuntze

Alexander Adalbert Kuntze (* 3. Juli 1861 in Falkenberg, Oberschlesien; † 7. Januar 1939 in Stettin) war ein deutscher Politiker (SPD).

## Leben und Wirken
Kuntze wurde 1861 als Sohn eines Maurerpoliers geboren. Nach dem Besuch der Volksschule in Frankenberg in den Jahren 1867 bis 1875 absolvierte er bis 1878 eine Schlosserlehre. In den folgenden vier Jahren übte er seinen Beruf als Wandergeselle in Pernau, Reval und Sankt Petersburg aus. Weihnachten 1882 kehrte Kuntze in seine Heimat zurück. In den folgenden Jahren bereiste er große Teile Deutschlands und übte seinen Beruf in Görlitz, Leipzig, Halle und Stettin aus. 1898 übernahm Kuntze eine Stellung als Lagerhalter beim Stettiner Konsumverein, wo er bis mindestens 1920 als Lagerist und Vorsteher des Zentrallagers beschäftigt blieb.
Um 1880 war Kuntze in die Sozialdemokratische Partei Deutschlands (SPD) eingetreten. Erste Erfahrungen als politischer Amtsträger sammelte er von 1900 bis 1916 als Stadtverordneter in Stettin. Im Juni 1910 zog er dann für seine Partei in den Reichstag des Kaiserreiches ein, in dem er den Wahlkreis Stettin 2 (Ackermünde-Usedom-Wollin) vertrat. 1916 wurde er besoldeter Stadtrat in Stettin. Hinzu kamen Tätigkeiten als Beisitzer am Gewerbegericht Stettin und als Beisitzer des städtischen Arbeitsnachweises.
Im Januar 1919 wurde Kuntze in die Weimarer Nationalversammlung gewählt, der er als Vertreter des Wahlkreises 7 (Pommern) angehörte. Von Juni 1920 bis Mai 1924 saß Kuntze im ersten regulären Reichstag der Weimarer Republik, in dem er den Wahlkreis 6 (Pommern) vertrat. Von 1928 bis 1932 gehörte er noch dem Preußischen Landtag an.